# Marcel Cachin

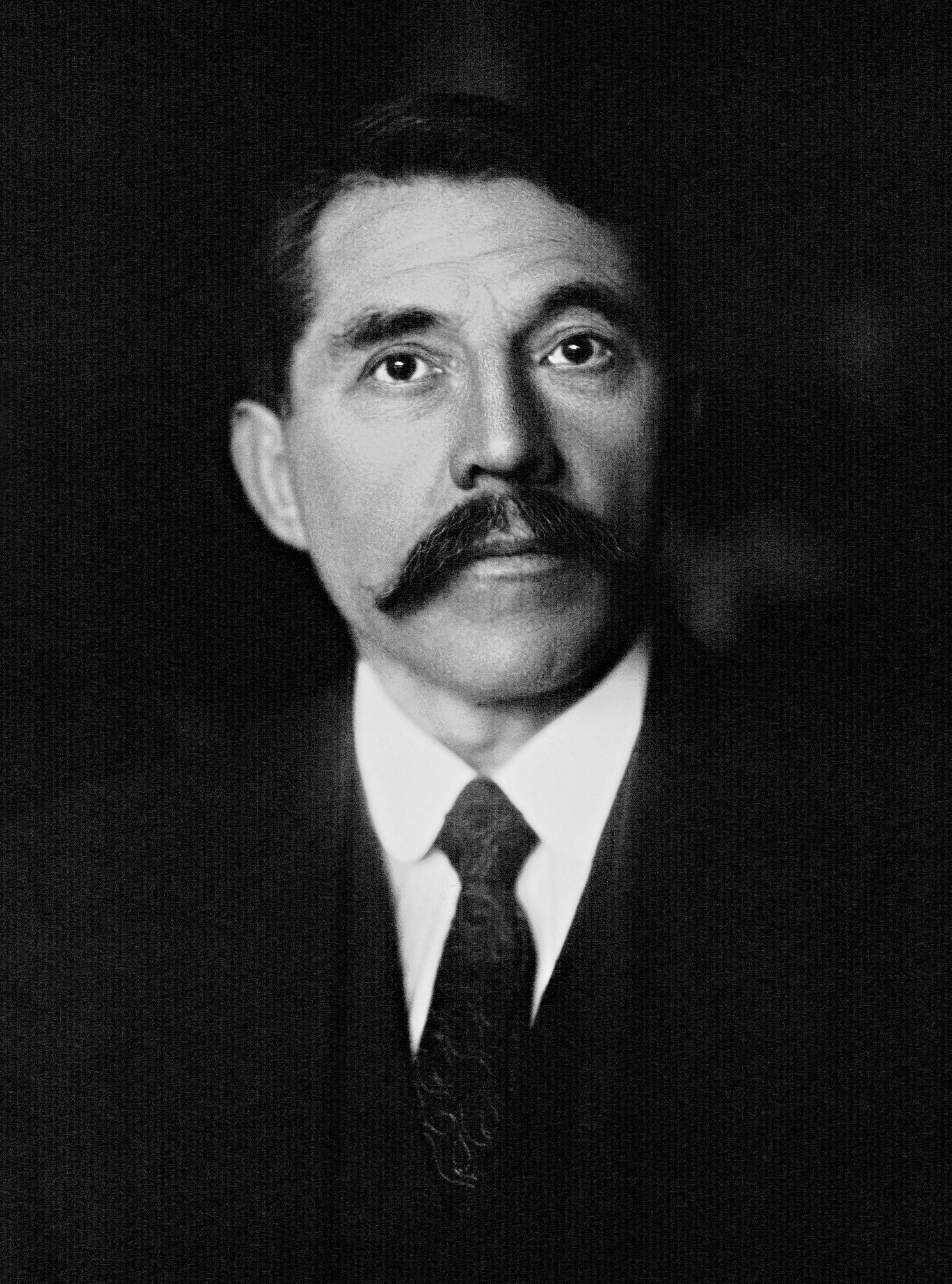
Marcel Cachin, 1918

Marcel Cachin (* 20. September 1869 in Plourivo bei Saint-Brieuc, Département Côtes-du-Nord, Bretagne; † 12. Februar 1958 in Choisy-le-Roi, Département Seine) war ein französischer Politiker (SFIO; später Wechsel zur Parti communiste français).

## Leben
Marcel Cachin war der Sohn eines Gendarmen und einer Flachsspinnerin. Nach seinem Studium in Bordeaux war er fünfzehn Jahre Professor für Philosophie an dieser Universität. Er fühlte sich immer sehr vom Bretonischen, der „Sprache der Kleinbauern und des bretonischen Proletariats“, angezogen.
1891 trat er dem Parti ouvrier français von Jules Guesde bei. Er nahm am Sozialistenkongress in Amsterdam 1904 und in Paris 1905 teil. Letzterer kündigte die Gründung der Section française de l’Internationale ouvrière an, der er beitrat.
Zwischen 1914 und 1932 wurde er in die Nationalversammlung gewählt. Er schloss sich der Politik der Nationalen Einheit während des Ersten Weltkrieges an und behauptete sich während des Krieges. 1917 wurde er zu einer Mission nach Russland entsandt. Der Delegation gehörten auch die Sozialisten Moutet und Sanders an. Offiziell sollte sie die Solidarität der Sozialisten der verbündeten Länder zum Ausdruck bringen, doch war auch eine Verlängerung der russischen Kriegsanstrengung durch die provisorische Regierung ein Ziel. Da sich diese einem Sonderfrieden mit Deutschland verweigerte, entstand trotz anfänglichen Misstrauens seitens des Sowjets Einvernehmlichkeit. Die drei Westeuropäer nahmen vom 7. bis 16. April am 1. Kongress der Soldatenkomitees in Minsk teil. Eine fast zur gleichen Zeit reisende Delegation der beiden Sozialisten Albert Thomas und Arthur Henderson fand etwas weniger Zustimmung.
1920 gehörte er auf dem Parteikongress in Tours der Mehrheit an, welche die Revolution in Russland und den Bolschewismus bejahte. Er trat deshalb der Dritten Internationalen bei und war einer der Begründer der Kommunistischen Partei Frankreichs, zunächst noch als ‚Section Française de l’Internationale Communiste‘ (SFIC) bezeichnet. 1936 war er eine der Säulen der Volksfront. Da er es ablehnte, den Deutsch-sowjetischen Nichtangriffspakt von 1939 zu missbilligen, büßte er 1940 seine politischen Funktionen im verbotenen PCF ein, wurde deshalb zeitweilig verhaftet und fristete während des Krieges eine Existenz im Untergrund. Nach der Befreiung engagierte er sich erneut in der Zeit der Provisorischen Regierung und Vierten Republik und blieb bis zu seinem Tode 1958 politisch aktiv.
Von 1918 bis 1958 war Cachin Direktor und Herausgeber der Zeitung L’Humanité und außerdem zwischen 1923 und 1958 Mitglied im Politbüro des PCF. 1935 wurde er zum ersten kommunistischen Senator gewählt, 1946 gehörte er als Abgeordneter der Nationalversammlung an.
Seine Tochter Marcelle Cachin (1911–1999), Medizinerin, heiratete den Chirurgen Paul Hertzog. Sie gehörte ebenfalls dem PCF an und war Abgeordnete. Die Enkeltochter Françoise Cachin (1935–2011) war eine bekannte Kunsthistorikerin.

## Ehrungen

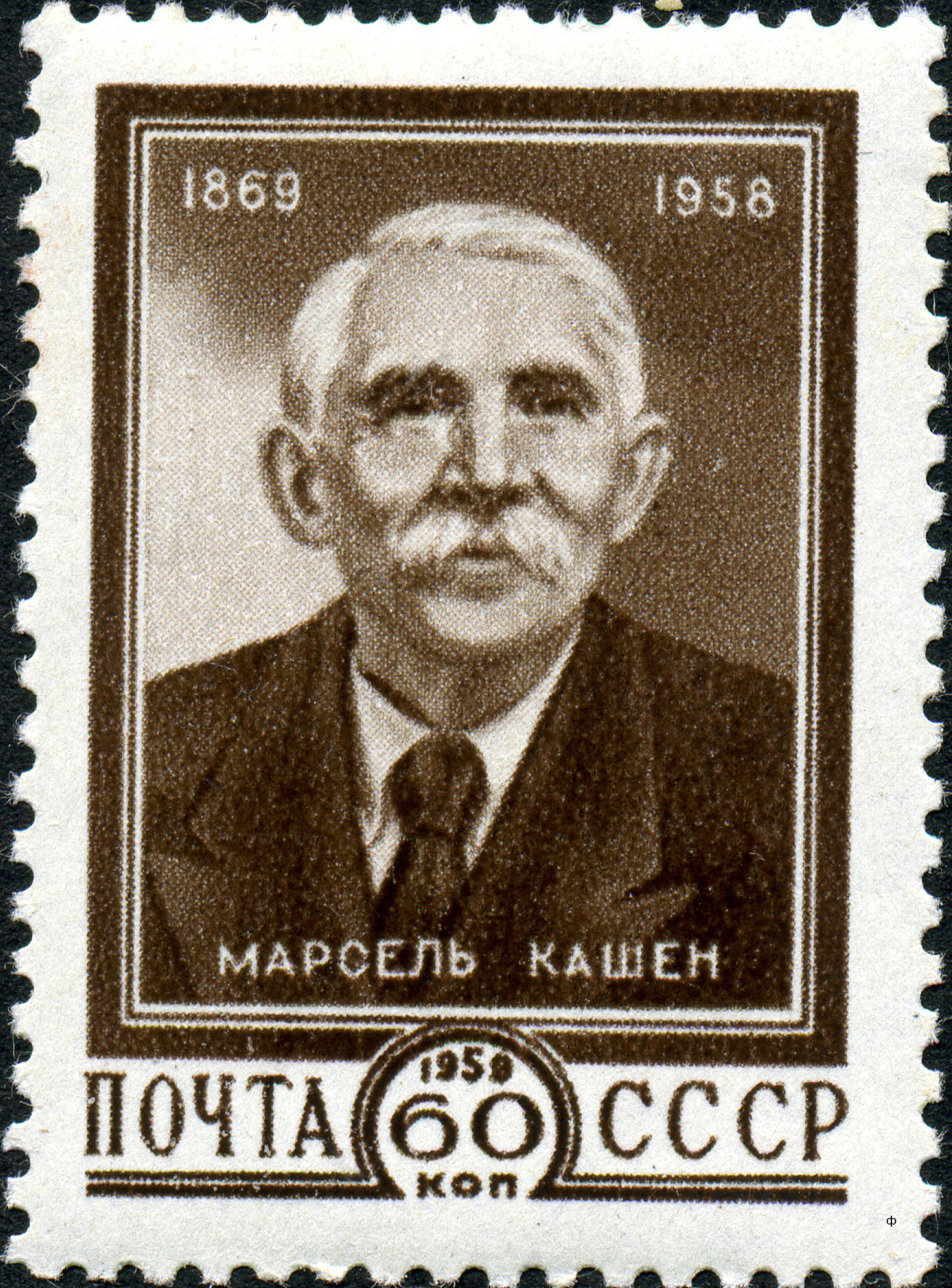
Sowjetische Briefmarke (1959)

- In zahlreichen französischen Städten sind Straßen und Plätze nach Cachin (z. B. Ivry-sur-Seine, La Courneuve, Bobigny) benannt, in Saint-Ouen darüber hinaus ein Lycée und in Le Blanc-Mesnil ein Collège.
- Die sowjetische Post gab 1959 anlässlich des 90. Geburtstages Cachins eine Sondermarke heraus.

## Darstellung Cachins in der bildenden Kunst
- Hermann Hensel: Marcel Cachin (Öl, 65 × 90 cm, 1958)[2]

## Präsidentschaftswahlen
- 1931 Kandidat des PCF, erhielt er 10 von 901 Stimmen im ersten Wahlgang, was 1,1 % der Stimmen entspricht und 11 von 893 im zweiten Wahlgang (1,23 % der Stimmen)
- 1932 Kandidat des PCF, erhielt er 8 von 826 oder 0,96 % der Stimmen
- 1939 Kandidat des PCF, erhielt er 74 von 916 oder 8,07 % der Stimmen
- 1953 Kandidat des PCF, erhielt er 113 von 932 oder 12,12 % der Stimmen